# Girls & Boys
"Girls & Boys" é uma canção escrita por Damon Albarn, Graham Coxon, Alex James e Dave Rowntree, gravada pela banda Blur.
É o primeiro single do terceiro álbum de estúdio lançado a 25 de Abril de 1994, Parklife.

## Recepção
Em 1994, a música foi nomeada single do ano pela NME e Melody Maker. Também foi nomeada na categoria "Best Song" no  MTV Europe Music Awards.

## Paradas
| Paradas (1994)                                   | Posições |
| ------------------------------------------------ | -------- |
| Austrália - ARIA Charts                          | 19       |
| Países Baixos - Acharts.us                       | 24       |
| Finlândia - Mitä hittiä                          | 18       |
| França- SNEP                                     | 11       |
| Irlanda - IRMA                                   | 23       |
| Nova Zelândia - RIANZ                            | 16       |
| Suécia - Sverigetopplistan                       | 30       |
| Reino Unido - UK Singles Chart                   | 5        |
| Estados Unidos - Billboard Hot 100               | 59       |
| Estados Unidos - Alternative Songs               | 4        |
| Estados Unidos - Billboard Dance/Club Play Songs | 21       |
| Estados Unidos - Hot Dance Singles Sales         | 23       |
| Estados Unidos - Mainstream Top 40               | 40       |